# Ulvsjön (Nacka socken, Södermanland)
Ulvsjön är en sjö i Nacka kommun i Södermanland som ingår i Norrström-Tyresåns kustområde. Sjön är 4,2 meter djup, har en yta på 0,0644 kvadratkilometer och befinner sig 25,6 meter över havet. Vid provfiske har abborre, björkna, gers och mört fångats i sjön.

## Miljön
Ulvsjön ligger inom Nackareservatet strax norr om Älta. Sjön avvattnas till Söderbysjön och är en fin skogssjö med goda badmöjligheter.
Sörmlandsleden passerar strax norr om sjön där man på bergshöjden kan njuta av utsikten. Omfattande bäverfällen tyder på att det finns åtminstone en bäverkoloni vid sjön.

## Bilder

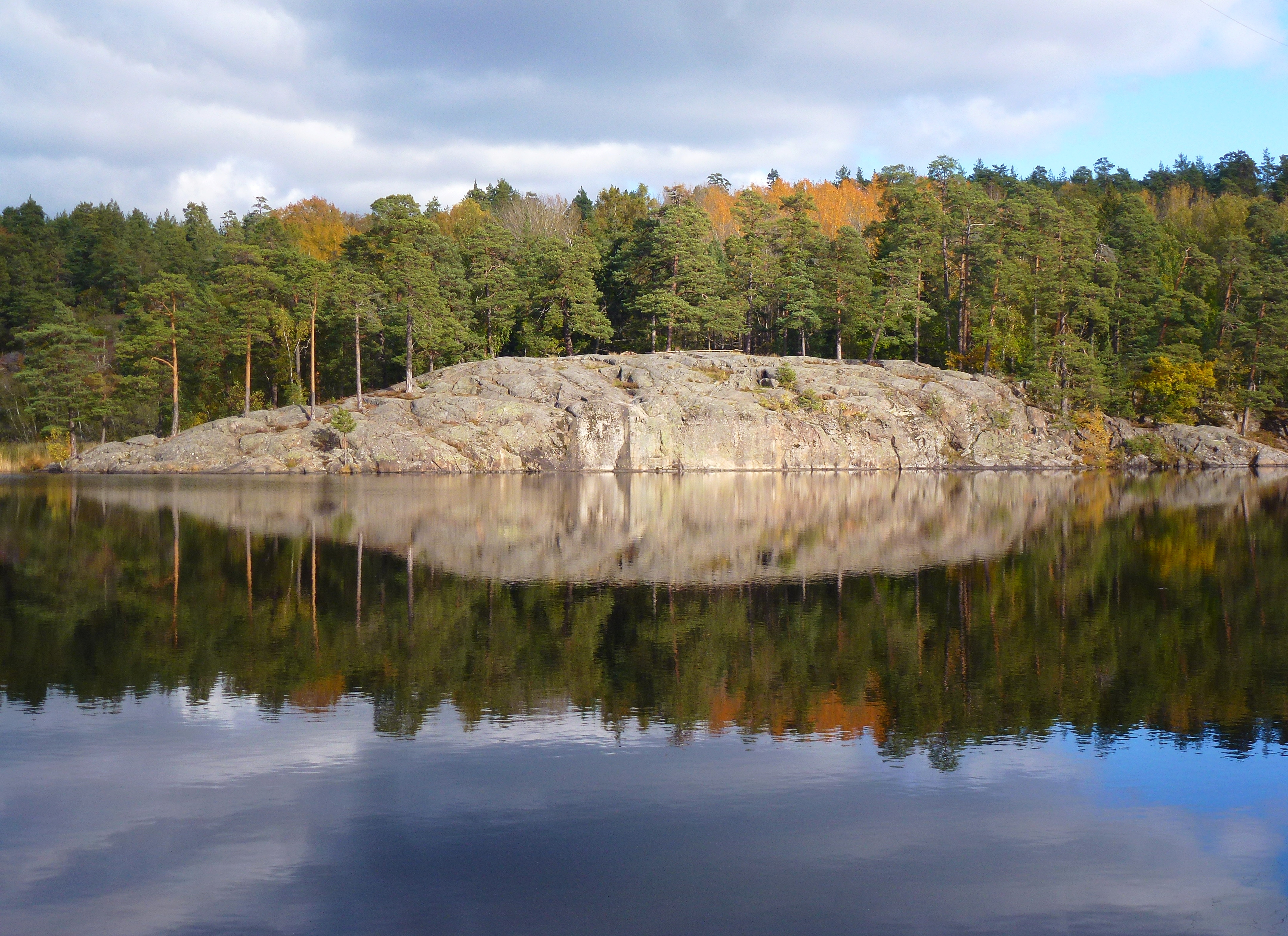
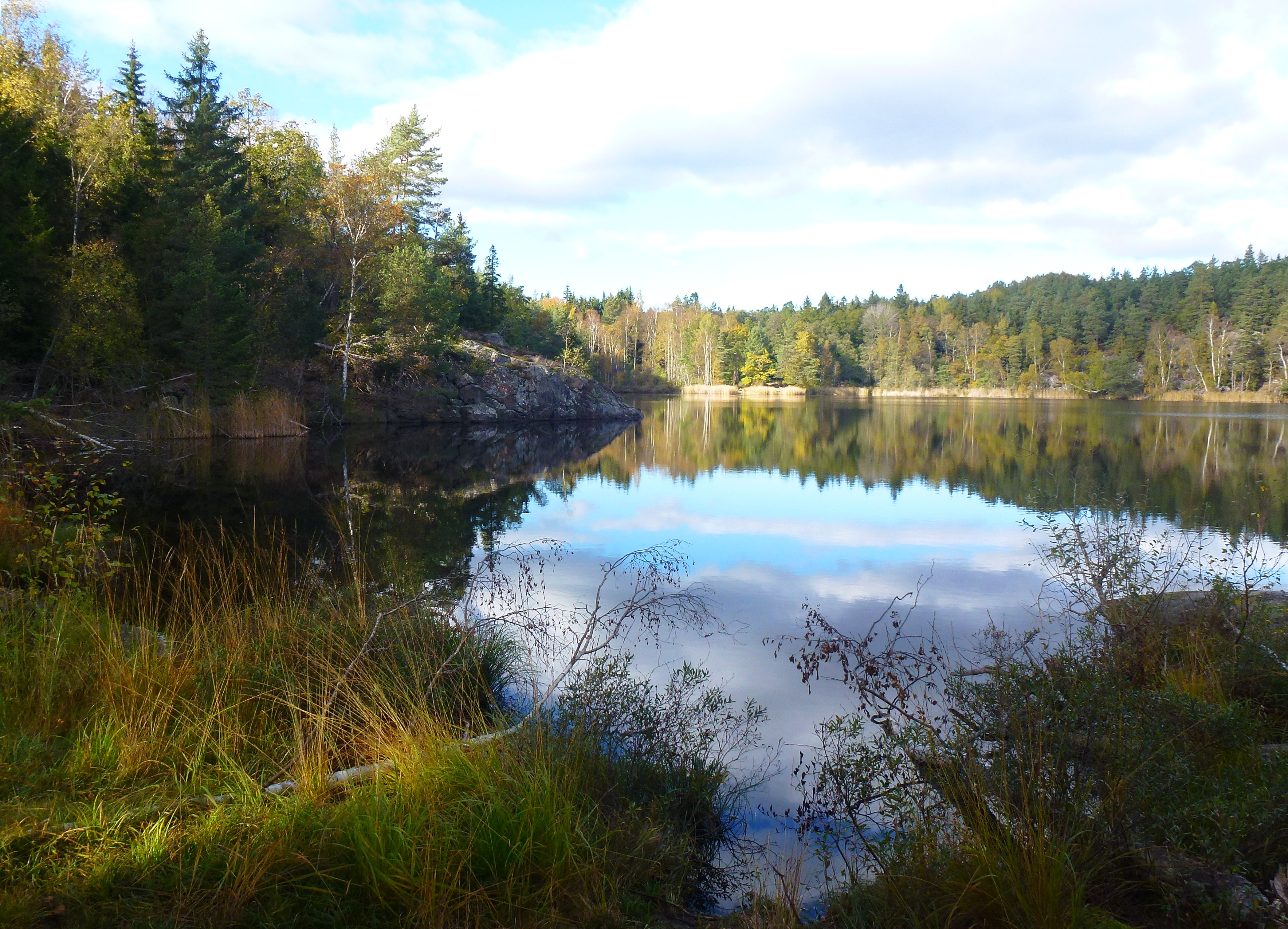
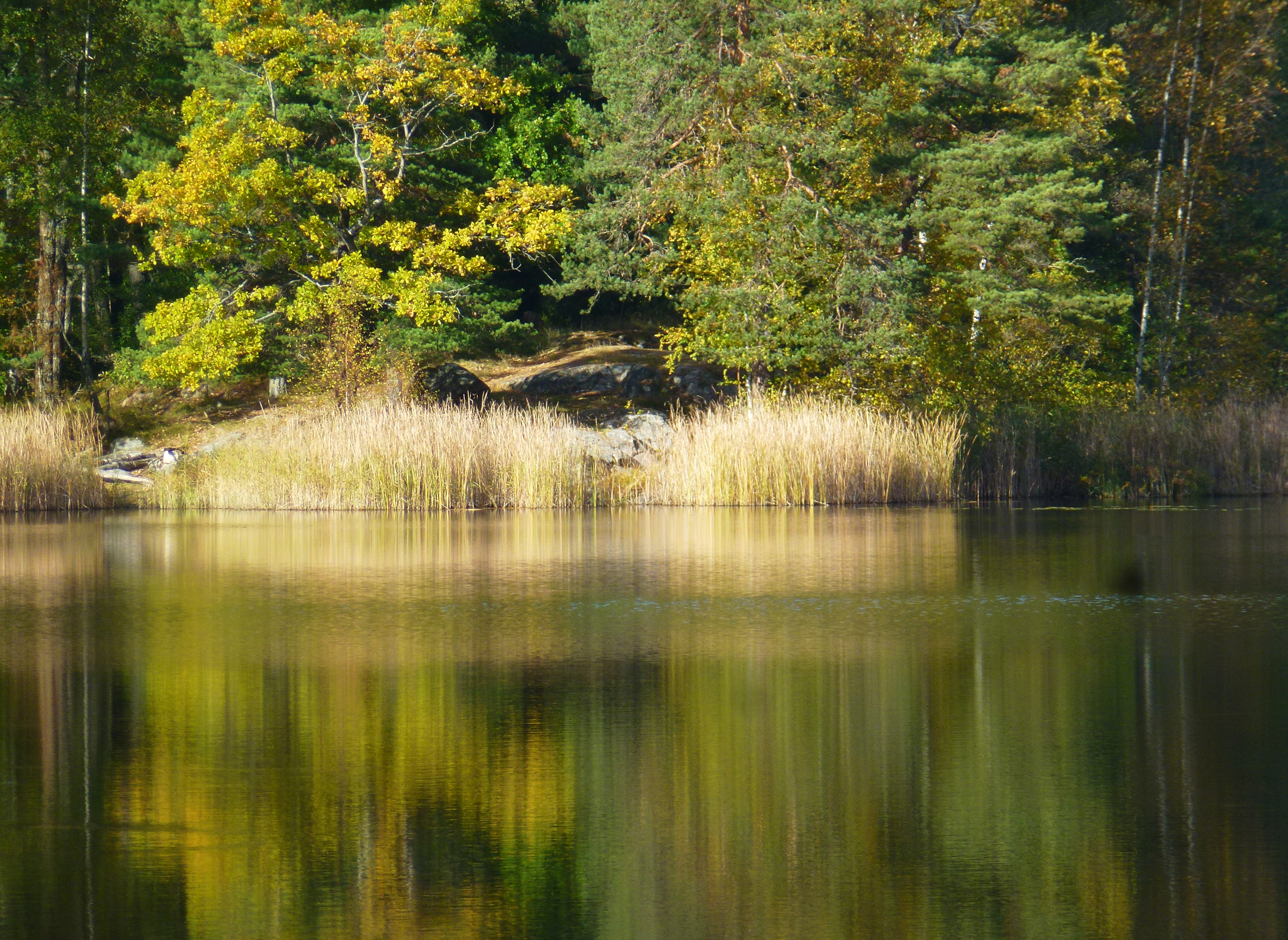
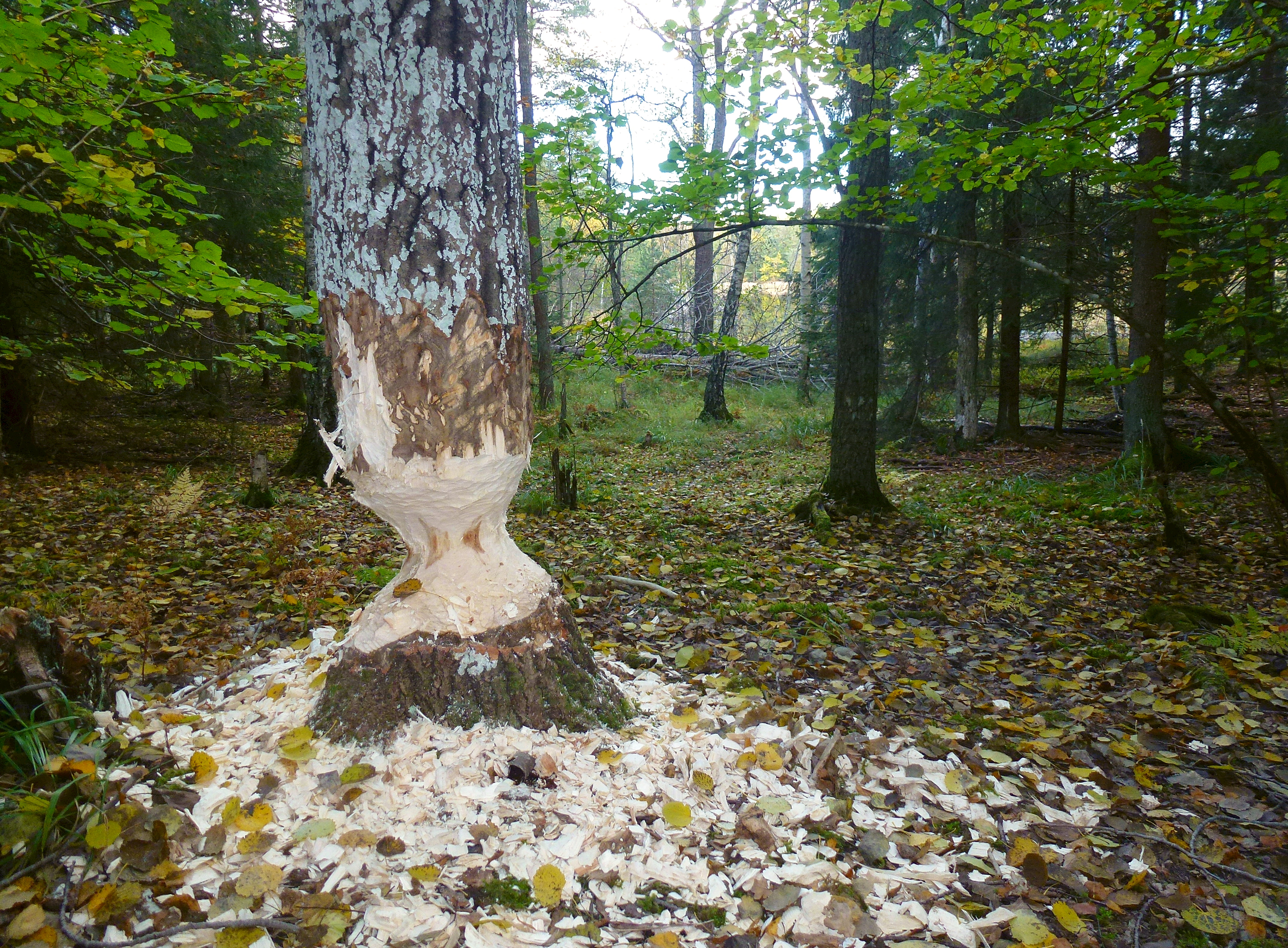

## Delavrinningsområde
Ulvsjön ingår i delavrinningsområde (657511-163374) som SMHI kallar för Utloppet av Dammtorpssjön. Medelhöjden är 39 meter över havet och ytan är 4,63 kvadratkilometer. Det finns ett avrinningsområde uppströms, och räknas det in blir den ackumulerade arean 9,55 kvadratkilometer. Avrinningsområdets utflöde Nackaån mynnar i havet. Avrinningsområdet består mestadels av skog (57 procent). Avrinningsområdet har 1,45 kvadratkilometer vattenytor vilket ger det en sjöprocent på 10,3 procent. Bebyggelsen i området täcker en yta av 4,13 kvadratkilometer eller 29 procent av avrinningsområdet.